# توماس إي. لاتيمر
توماس إي. لاتيمر (بالإنجليزية: Thomas E. Latimer)‏ هو محامي ومستكشف وسياسي أمريكي، ولد في 1879 في هيليارد في الولايات المتحدة، وتوفي في 1937 في منيابولس في الولايات المتحدة بسبب مرض النوم. حزبياً، نشط في Minnesota Farmer–Labor Party ‏.